# Friedenslinien

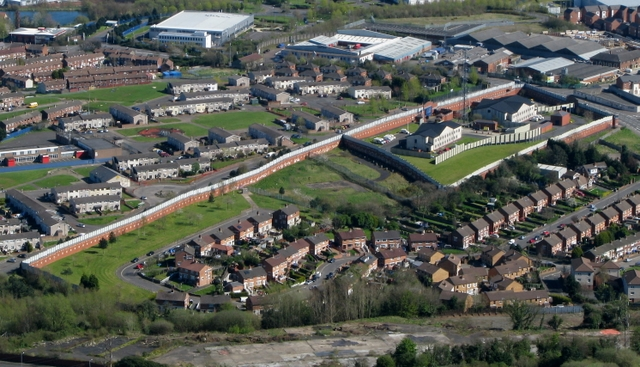
Friedenslinie an der Springmartin Road in West-Belfast

Als Friedenslinien oder Friedensmauern (englisch: Peace lines oder Peace walls) werden Barrieren bezeichnet, die in nordirischen Städten, insbesondere in der Hauptstadt Belfast, die Wohngebiete pro-irischer Republikaner und pro-britischer Unionisten trennen. Die Friedenslinien entstanden ab 1969 nach dem Ausbruch des Nordirlandkonfliktes in einem Teil der Gebiete, die als Interface areas bezeichnet werden und durch wiederholte Auseinandersetzungen zwischen Republikanern (Nationalisten) und Unionisten gekennzeichnet sind.

## Geschichte
Bereits vor 1969 waren nordirische Städte von starker Segregation geprägt. In Belfast lagen in den 1960er Jahren 64 % der Haushalte in Straßen, in denen mindestens 90 % der Bewohner entweder Unionisten oder Nationalisten waren. Bei schweren Unruhen im August 1969 brannte ein aus dem Gebiet der von Unionisten bewohnten Belfaster Shankill Road kommender Mob ganze Straßenzüge im Gebiet der von Nationalisten bewohnten Falls Road nieder. Zur Beendigung der Unruhen wurde die Britische Armee eingesetzt.

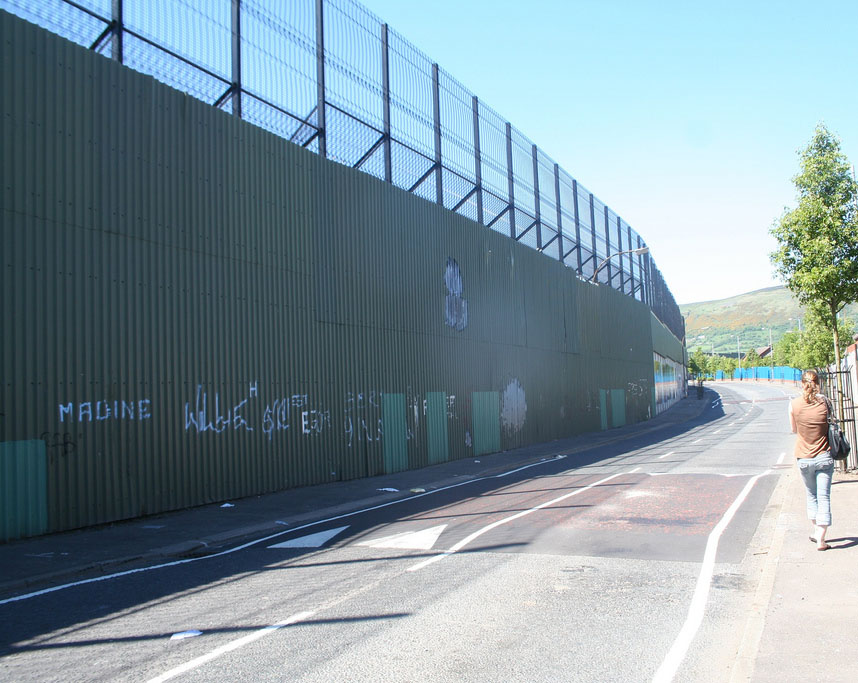
Friedenslinie in Belfast zwischen den Stadtteilen Shankill Road und Falls Road 2010

Am 9. September 1969 gab der nordirische Premierminister James Chichester-Clark bekannt, dass zwischen den Gebieten der Shankill Road und der Falls Road eine Friedenslinie, bestehend aus einem von Polizei und Armee kontrollierten Stacheldrahtzaun, errichtet werden sollte. Mit dem Bau der Friedenslinie sollten die Bewohner der beiden Stadtteile im Westen Belfasts dazu bewegt werden, die Beseitigung von Barrikaden zu akzeptieren, die während der Unruhen im August gebaut worden waren. Ian Freeland, General Officer Commanding der britischen Armee in Nordirland, bezeichnete die Friedenslinie als „zeitlich begrenzte Angelegenheit“ und erklärte: „Wir werden in dieser Stadt keine Berliner Mauer oder etwas in der Art haben“.
Während des Nordirlandkonflikts nahm die Segregation in den nordirischen Städten weiter zu. In Belfast waren zwischen 1969 und 1973 schätzungsweise 60.000 Menschen gezwungen, ihre Wohnungen nach Bombenanschlägen, Schießereien, Unruhen oder auf Grund von Einschüchterungen zu verlassen. Insbesondere Katholiken flohen aus den bislang gemeinsam mit Protestanten bewohnten Gebieten Belfasts in Gebiete mit einer katholischen Mehrheit. Die als Provisorium gedachte Friedenslinie blieb bestehen; die anfänglichen Stacheldrahthindernisse wurden durch dauerhafte Bauwerke ersetzt. Zudem wurden weitere Friedenslinien insbesondere im Norden und Westen von Belfast, aber auch in weiteren Städten wie Derry und Portadown errichtet. Dabei wurden Wellblechzäune, Stahlwände und Mauern erbaut, später auch den Örtlichkeiten angepasste Gitter oder mehrfarbige Wände. An Straßen entstanden Tore, die dauerhaft, nur nachts oder während Unruhen geschlossen sind. Einzelne Friedenslinien sind zum Teil mehrere Kilometer lang und bis zu acht Meter hoch. 2010 wurde die Gesamtlänge der Friedenslinien für Belfast mit 21 Kilometern angegeben.
Auch nach der Waffenstillstandserklärung der IRA und weiterer paramilitärischer Gruppen 1994 und der im Karfreitagsabkommen von 1998 vereinbarten Friedensregelung nahm die Zahl der Friedenslinien weiter zu: In Belfast gab es 1994 15 Friedenslinien; ihre Zahl stieg auf 35 im Jahr 2001 und 42 im Jahr 2009. Für 2007 wird konstatiert, dass es in der Bevölkerung keine breite Unterstützung für die Beseitigung der Friedenslinien gebe. Im Mai 2013 erklärte die nordirische Regierung, die Friedenslinien in den kommenden zehn Jahren beseitigen zu wollen. Neil Jarman, Konfliktforscher an der Queen’s University Belfast, nannte diesen Zeitplan „sehr optimistisch“ und verwies darauf, dass in vielen Fällen die Anwohner die Beseitigung der Friedenslinien ablehnen.
Seit der Friedensregelung haben sich die Friedenslinien zu Sehenswürdigkeiten entwickelt, die ebenso wie Wandmalereien im Rahmen von Stadtführungen mit Bussen und Taxis angesteuert werden. Für diese Art des Tourismus ist der Begriff „Konflikttourismus“ entstanden.

## Folgen
Eine Untersuchung von Sterbeort und -zeitpunkt von Todesopfern des Nordirlandkonflikts bezogen auf Lage und Bauzeit von Friedenslinien in Belfast ergab, dass die Zahl der Toten im Umfeld neu gebauter Friedenslinien deutlich zurückging. Besonders viele Menschen starben nicht direkt an den Friedenslinien, sondern im Abstand von einigen hundert Metern zu den Bauten. Eine ähnliche räumliche Verteilung wurde an Interfaces ohne Friedenslinien festgestellt. Eine mögliche Erklärung wird darin gesehen, dass die Interfaces eher Schauplatz kleinerer Konflikte mit hohem Eskalationspotential waren; Bombenanschläge und Schießereien sich hingegen auf die Kernzonen stark segregierter Wohngebiete konzentrierten.
Stadtplaner bewerten die Friedenslinien ambivalent: Einerseits definieren die Friedenslinien genau abgrenzbare Wohngebiete und führen damit für die Bewohner, deren Alltag von jahrzehntelangen gewalttätigen Auseinandersetzungen geprägt war, zu mehr subjektiver Sicherheit. Andererseits schaffen die Friedenslinien ein einschüchterndes und wenig menschenfreundliches Wohnumfeld. Die Northern Ireland Housing Executive (NIHE), zentral für die Wohnungspolitik in Nordirland verantwortlich, bezeichnete 1988 den Begriff „Friedenslinien“ als Widerspruch in sich: Friedenslinien seien in vielen Fällen nicht von Frieden und nachbarschaftlicher Harmonie geprägt, sondern von Konflikten, Spannungen, Sachbeschädigungen und andauernder Instabilität.
Für die Stadtplanung in Belfast haben die Friedenslinien und die Segregation in der Stadt erhebliche Folgen. Zwischen 1951 und 1991 verlor die Stadt 37 % der Bevölkerung. Dabei erhöhte sich der Anteil der katholischen Nationalisten in Belfast von circa 28 % im Jahr 1961 auf 47 % im Jahr 2001. Die Gründe hierfür liegen in der höheren Geburtenrate der Nationalisten sowie in der Abwanderung von Unionisten in das meist unionistisch geprägte Umland von Belfast. An Interfaces nahm die Bevölkerungsdichte, insbesondere auf unionistischer Seite, besonders stark ab. Die durch die Friedenslinien verstärkte Abgrenzung der Wohngebiete führte zu einem Ungleichgewicht auf dem Wohnungsmarkt von Belfast. Während Wohnraum in nationalistischen Wohngebieten fehlt, stehen in unionistischen Gebieten zahlreiche Häuser leer, zum Teil wurden ganze Straßenzüge abgerissen. Der Neubau von Siedlungen für Nationalisten in unionistischen Gebieten ist politisch nicht durchsetzbar.